# Companhia Brasileira de Trens Urbanos
La Compañía Brasileña de Trenes Urbanos(CBTU) fue creada el 22 de febrero de 1984 a partir del cambio de denominación social y objetivos de la Empresa de Engenharia Ferroviária S.A. (ENGEFER), en sustitución de la entonces Dirección de Transportes Metropolitanos de la Rede Ferroviária Federal. La CBTU fue creado como una sociedad de economía mixta, filial de la Rede Ferroviária Federal (RFFSA), con la misión de modernizar, ampliar y desplegar sistemas de trenes de pasajeros, operando bajo la administración del Gobierno Federal, destinado a incrementar la movilidad de las personas y contribuir al desarrollo de los sectores productivos de la sociedad y para mejorar la calidad de vida en los centros urbanos.
Siguiendo una tendencia de descentralización de los servicios de transporte ferroviario urbano de pasajeros a los estados y municipios, se transfirió el control accionario de la CBTU en 1994 de la RFFSA para la Unión. Desde entonces, la CBTU pasó a ser directamente vinculada al Ministerio de Transportes y luego al Ministerio de Ciudades, con su misión, a partir de entonces, se centró en la expansión y modernización de los sistemas que operaba con vista en la transferencia de la administración y la gestión de los sistemas para los poderes locales del gobierno.

## Superintendencias de Trenes Urbanos
- Superintendencias de Trenes Urbanos de João Pessoa
- Superintendencias de Trenes Urbanos de Maceió
- Superintendencias de Trenes Urbanos de Natal

## Metro
- Metro de Recife